# シャトル桂台

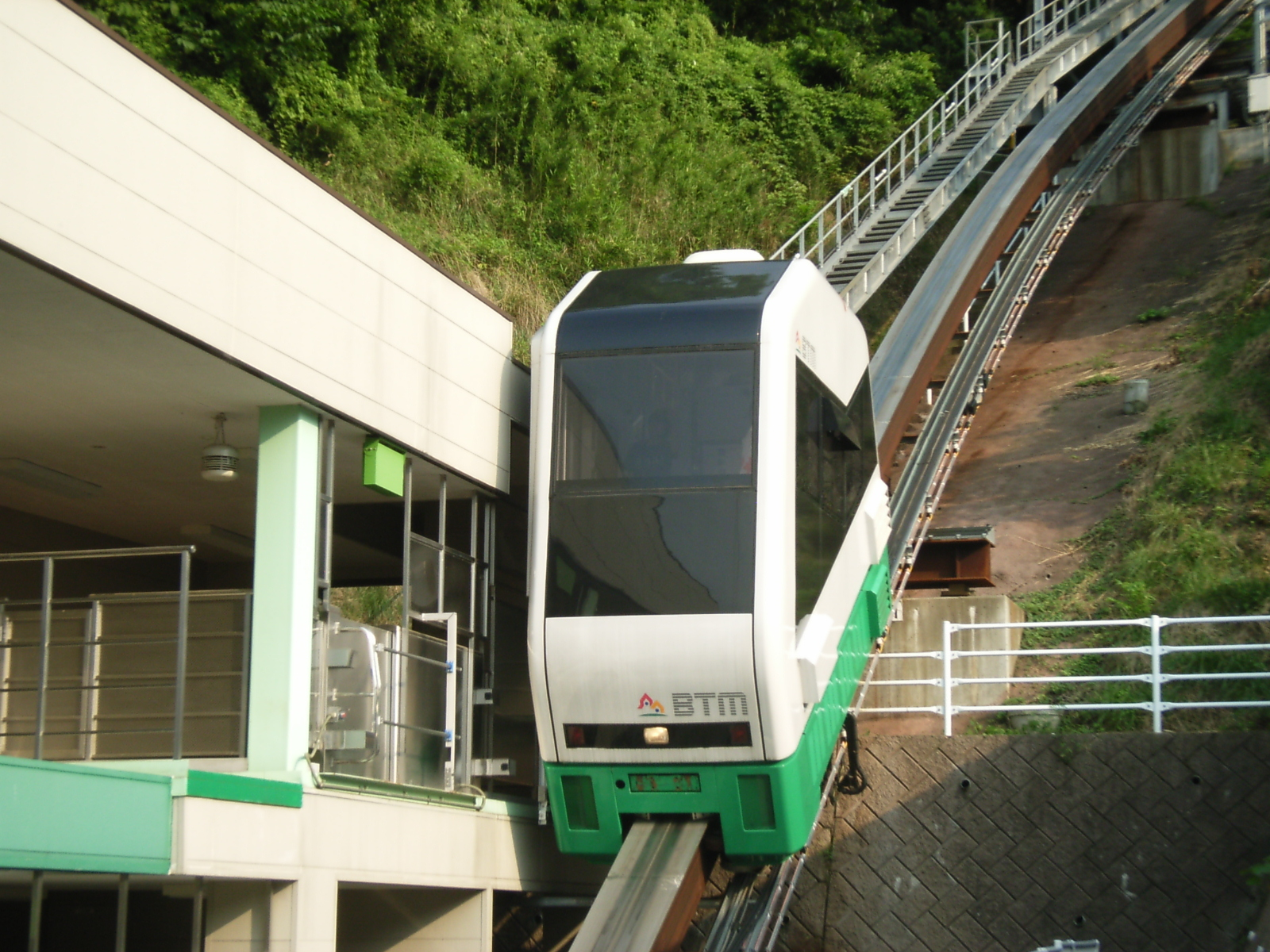
山麓側の駅に入る車両

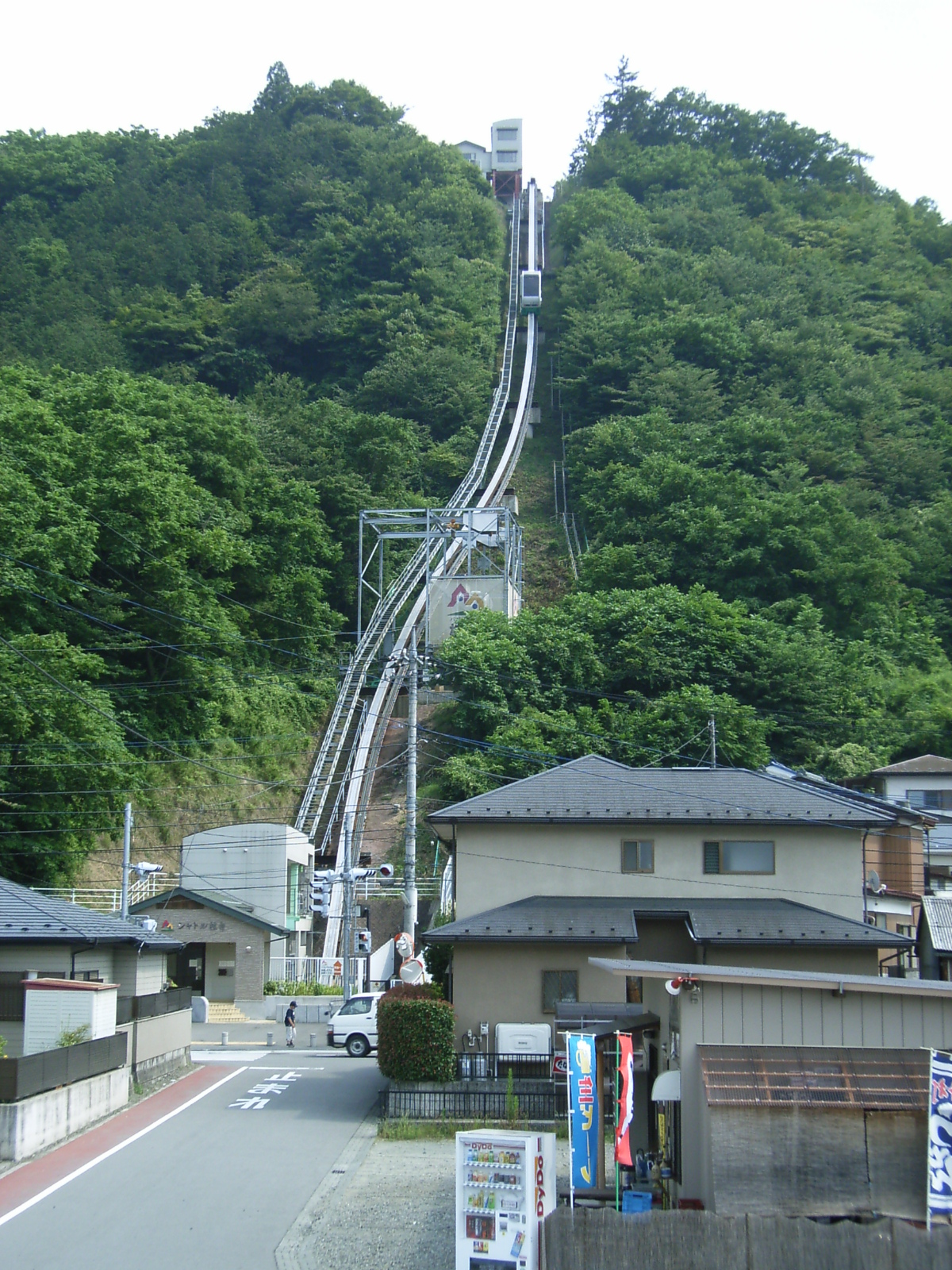
全景（写真はいずれも2005年8月）

シャトル桂台（シャトルかつらだい）は、かつて山梨県大月市桂台3丁目の新興住宅地「パストラルびゅう桂台」とJR中央本線の猿橋駅南口とを結んでいたモノレールである。 

## 概要
「パストラルびゅう桂台」は1997年（平成9年）10月より宅地分譲が開始された。JR東日本がそれまで分譲した「フィオーレ喜連川」や「びゅうヴェルジェ安中榛名」と比べて東京都心に最も近い住宅分譲地（団地）である。開発面積は73ヘクタールで、当初は最大994区画の開発を予定していたが、桂台3丁目南側の地区については、土砂災害警戒区域の指定等によって戸建住宅分譲が困難となり、2017年（平成29年）3月に大月市が策定した「おおつき創生都市計画マスタープラン」に基づき、介護・福祉系機能の導入（介護施設、福祉施設、教育施設等）を図るエリアとなった。このため、最終的な予定区画数は650区画となっている。
近隣のコモアしおつと同じく、駅近くに在りながら高さ110 mの丘陵上にあり、つづら折りの道路を1.6 km登らないとエントランスまで到達できない地形のため、居住者の駅短絡アクセス手段としてデベロッパーである清水建設とJR東日本の負担により2001年（平成13年）4月1日に設置された。

## 施設
日本電設工業が中心となって開発したBTM（Belt type Transit system by Magnet：磁石ベルト式輸送システム）と呼ばれる永久磁石とベルトの組み合わせで急勾配の軌道を往復する、斜行エレベーターと形状が類似したモノレールとなっていた。
駅は猿橋駅最寄りの山麓側と桂台最寄りの山上側の2か所。山麓側は1階の乗車ホーム・2階の降車ホームに分離されており、山上側の駅を含めた3か所のホームにはホームドアが設けられている。運行はボタン操作による無人運転であったため、建築基準法におけるエレベーターにあたり、法令上は斜行エレベーターに分類されていたことから、鉄道事業法や軌道法に基づいた鉄道・軌道ではなかった。
住宅分譲地（団地）居住世帯から毎月共用施設管理運営費等と合わせて5,700円をBTM施設維持管理費として徴取しており（2003年8月時点）、あくまで居住者宅や購入検討者の送迎目的に利用が限られていた。また、20時から運転終了となる翌1時30分まで山麓側の駅舎への入場は暗証番号の入力またはカード操作が必要になり、実質上桂台の住人以外の利用はできなかった。

### 路線データ
- 全長 - 220 m
- 高低差 - 110 m
- 最大勾配 - 34度
- 車両定員 - 25人
- 所要時間 - 約3分
- 運行開始 - 2001年（平成13年）4月1日[3]
- 運行休止 - 2006年（平成18年）12月

### 廃止
トラブルが相次ぎ2006年（平成18年）12月に運行を休止。パストラルびゅう桂台の事業主体であるJR東日本と清水建設、及びシャトル桂台を開発した日本電設工業はトラブルの原因が特定できないとして、2007年（平成19年）7月18日に運行再開を断念した。

## 代替手段

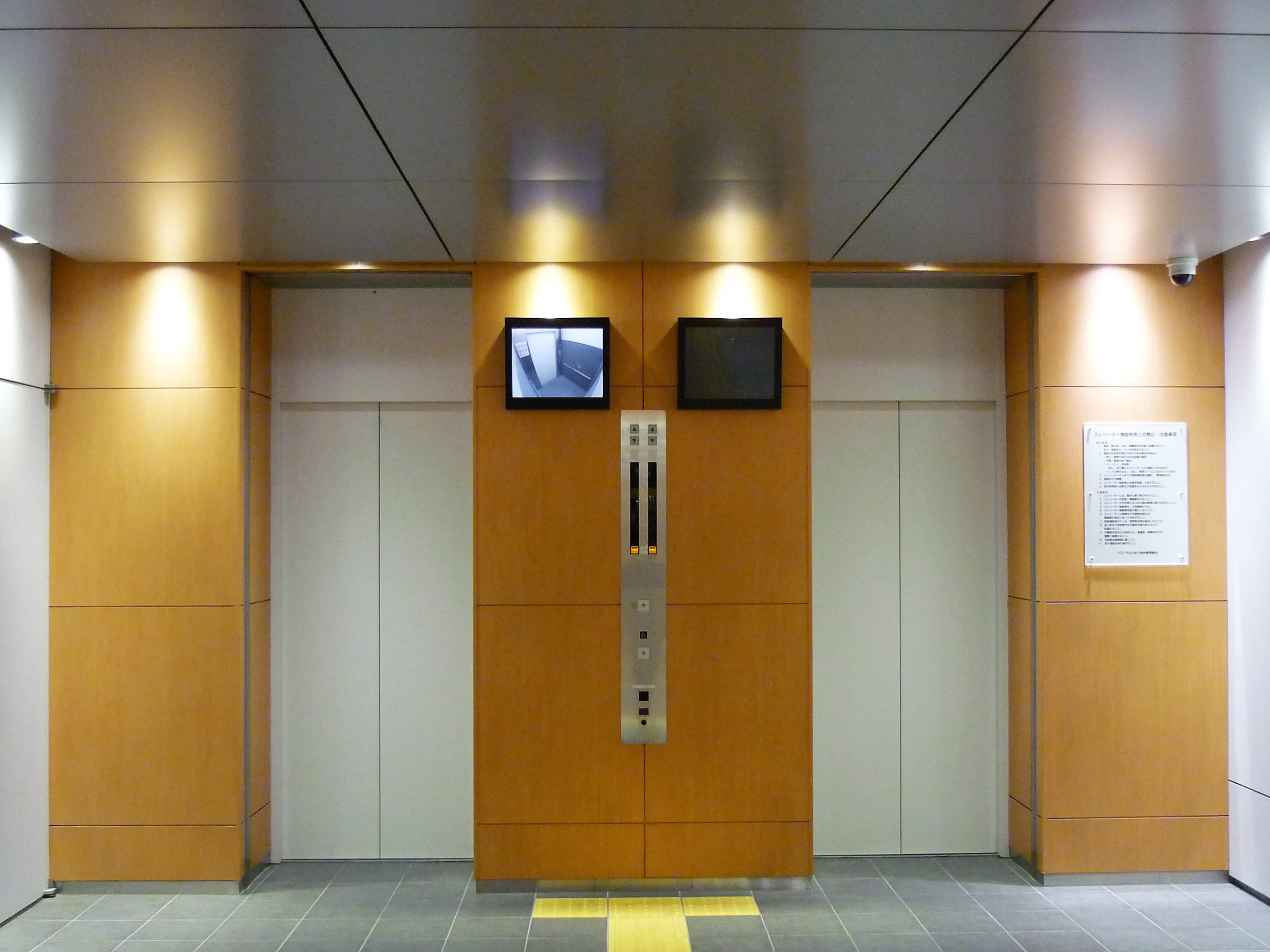
山麓側のエレベーターホール

シャトルの運行休止後はバスやタクシーでの代行輸送が行われた。運行再開の断念を受け、代替輸送手段として山上駅舎跡地からエレベーター（15人乗り）2基を設置する計画が出された。
山上駅の直下から猿橋駅前の地上高まで地盤を掘削し、山麓側のエレベーターホールと、猿橋駅前を結ぶ約170 ｍの地下通路を建設。地下通路には動く歩道（1本50 ｍ）3基を設置し、朝は駅方向に、夕方は団地方向に運転される計画となった。その後、動く歩道の設置は撤回され、新設のエレベーターと地下通路が2011年（平成23年）秋に完成、12月1日より供用開始された。
地下通路は全長168m（徒歩4分）、エレベーター2基（所要時間1分）。駅側、団地側それぞれにエントランス棟を設け、警備人室、オートロックシステム、防犯モニターなどの防犯・防災設備を完備している。また、エレベーター施設管理費として1区画あたり月額4,500円が徴収されている。